# امر قطعی
امر قطعی (به انگلیسی: The Sure Thing) فیلمی محصول سال ۱۹۸۵ و به کارگردانی راب راینر است. در این فیلم بازیگرانی همچون جان کیوسک، دافنه زونیگا، ویوسا لیندفورش، نیکولت شریدان، آنتونی ادواردز، تیم رابینز، بوید گینس، لیزا جین پرسکی، لری هانکین و سارا جی. باکستون ایفای نقش کرده‌اند.